# Crotonaldehyde
Crotonaldehyde of trans-2-butenal is een onverzadigd aldehyde. Het is een licht-ontvlambare, kleurloze vloeistof met een scherpe onaangename geur, en veroorzaakt tranende ogen. Als ze in contact komt met lucht wordt ze lichtgeel.
Crotonaldehyde is in kleine hoeveelheden aanwezig in vele soorten fruit en groenten (concentraties van 1,4 tot 100 μg/kg); in kaas, vis en vlees (10-270 μg/kg); en in wijn (300-700 μg/L). De stof wordt ook gevormd bij de verbranding van hout, polymeren, benzine en diesel en is aanwezig in sigarettenrook. Het inademen van sigarettenrook is wellicht de belangrijkste bron van blootstelling aan crotonaldehyde.

## Synthese
Crotonaldehyde wordt bereid door de aldolcondensatie van aceetaldehyde, gevolgd door afsplitsing van water, volgens de globale reactievergelijking:
{\displaystyle {\ce {2C2H4O -> C4H6O + H2O}}}
Het kan ook gevormd worden door de oxidatie van 1,3-butadieen.

## Toepassingen
Crotonaldehyde is een reactieve stof, vanwege de aldehyde-groep en de dubbele binding in de koolstofketen. Het wordt daarom gebruikt voor de synthese van vele andere stoffen, onder meer crotonzuur en sorbinezuur. Het is het uitgangspunt voor de synthese van fijnchemicaliën gebruikt in kleurstoffen, pesticiden en farmaceutische stoffen.
Crotonaldehyde kan geoxideerd worden tot maleïnezuur en maleïnezuuranhydride. Het kan gehydrogeneerd worden tot crotylalcohol en butyraldehyde en verder tot 1-butanol.
Crotonaldehyde is een co-monomeer in sommige kunstharsen. Het wordt gebruikt als oplosmiddel voor oliën en vetten en bepaalde zwavelhoudende verbindingen.
Verder wordt het gebruikt om ethanol te denatureren (ongeschikt maken voor consumptie) en om gaslekken op te sporen in pijpleidingen.

## Toxicologie en veiligheid
Crotonaldehyde is een vrij vluchtige, zeer ontvlambare vloeistof. Dampen van crotonaldehyde zijn zwaarder dan lucht, en kunnen met lucht een explosief mengsel vormen. Crotonaldehyde kan polymeriseren met gevaar voor brand of ontploffing. Opslag kan enkel in gestabiliseerde vorm.
Crotonaldehyde is een sterk reductiemiddel en reageert hevig met oxiderende en alkalische stoffen zoals ammoniak of organische amines, met brand- en ontploffingsgevaar tot gevolg. De stof kan in aanwezigheid van zuurstof mogelijk ook ontplofbare peroxiden vormen.
De stof is sterk irriterend voor de huid en de luchtwegen, en is corrosief voor de ogen (veroorzaakt tranende ogen). Crotonaldehyde is vastgesteld in sigarettenrook (72-228 microgram per sigaret) en kan langs die weg schade toebrengen aan de luchtwegen.
Inademing van hoge concentraties kan, enkele uren na blootstelling, longoedeem veroorzaken en zelfs dodelijk zijn.
Er zijn onvoldoende aanwijzingen over het mogelijke carcinogene karakter van crotonaldehyde bij de mens.
Crotonaldehyde is een milieugevaarlijke stof, giftig voor waterorganismen.